# ヒトの陰茎
人体解剖学において、陰茎（いんけい、ラテン語: pēnis，原義「尾」）は、男性が排尿および射精する外性器（挿入器官）である。陰茎は精巣およびその周辺構造とともに、男性の生殖器系の一部として機能する。
陰茎の主要部分は、陰茎根、陰茎体、陰茎体の皮膚を含む上皮、亀頭を覆う包皮である。陰茎体は、背側の2つの陰茎海綿体とその間の腹側にある尿道海綿体の3つの柱状組織からなる。尿道は前立腺を通過して射精管と合流し、次に陰茎内で尿道海綿体内を走行し、亀頭の先端で外尿道口に開口する。
勃起とは、性的興奮時に起こる陰茎の膨張、硬化、直交方向への再配向である。勃起は性的な状況以外でも起こり得る。非性的な自発的勃起は思春期や睡眠中に頻繁に発生する。弛緩状態の陰茎は小さく、軟らかで、亀頭は包皮で覆われている。完全に勃起した状態では陰茎体は硬くなり、亀頭は充血するが硬くならない。勃起した陰茎は真っ直ぐまたは湾曲しており、上向き、下向き、または真っ直ぐ前を向いている。2015年現在、勃起した人間の陰茎の平均的な長さは13.12cmで、周囲は11.66cmである。弛緩状態の陰茎の年齢やサイズは、勃起時の長さを正確に予測するものではない。陰茎に対する身体改造には、割礼やピアスなどがある。
女性における相同器官は陰核と呼ばれる。（詳細は対応する男性・女性生殖器の一覧を参照）

## 構造

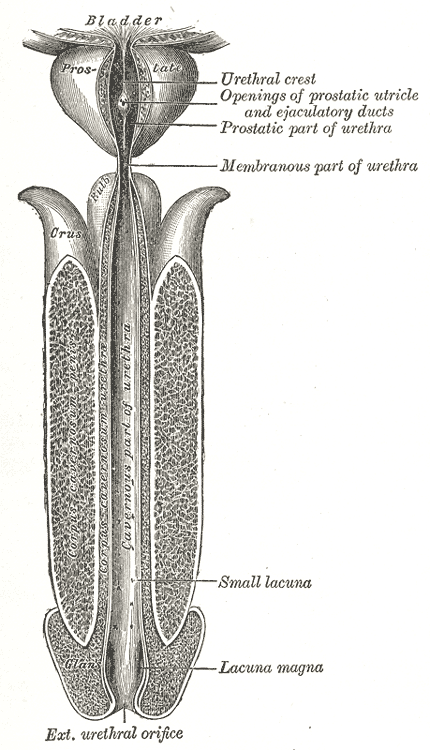
陰茎の縦断面

陰茎の横断面

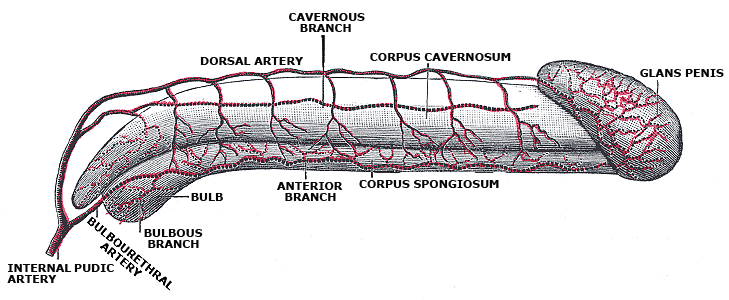
陰茎内の動脈の走行

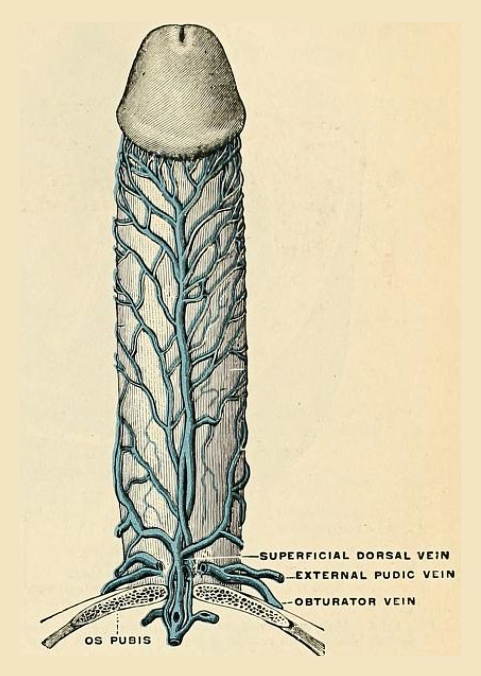
陰茎内の静脈の走行

ヒト陰茎は主に3つの要素で構成される： 
- 陰茎根（英語版）：中央の尿道球（英語版）と、その両側に1つずつある陰茎脚（英語版）からなり、浅会陰隙（英語版）の内側に存在する。脚は恥骨弓（英語版）に付着している。
- 陰茎体（英語版）：陰茎の下垂部を指す。背側（勃起した陰茎では後上方）と腹側（弛緩した陰茎では下向きで後方）の2面に区別される。勃起時には腹側の表面に陰茎海綿体と尿道海綿体の隆起が見られる。陰茎基部は陰茎提靱帯（英語版）により恥骨結合（英語版）に付着しており[5]、輪状の陰茎ワナ靱帯（英語版）に支えられている。
- 表皮：陰茎の上皮は陰茎体の皮膚、陰茎包皮（包皮外板）、およびその内側の包皮粘膜（英語版）（包皮内板）からなる。包皮は亀頭と陰茎体を覆い保護する役割を持つ。包皮は柔軟で伸展性に富み、その下の陰茎組織に付着していないため前後に自由に移動する[6]。一方で包皮粘膜の伸展性は乏しく、強度も弱い。

人間の陰茎は、3本の勃起組織の柱で構成されている。背側には2本の陰茎海綿体が並立しており（繊維性の陰茎中隔で区切られている）、腹側にはその間に1本の尿道海綿体がある。これらの柱は白膜（陰茎海綿体白膜、尿道海綿体白膜）と呼ばれる結合組織の線維層に囲まれている。陰茎海綿体は大陰茎海綿体神経と小陰茎海綿体神経により支配されており、勃起時に血液が充満する血管を含み陰茎の大部分を形成する。陰茎脚は陰茎海綿体の近位部である。尿道海綿体は尿道を取り囲む勃起組織である。尿道海綿体の近位端は球部を形成し、遠位端は陰茎亀頭を形成する。
尿道海綿体の肥大した球根状の末端は、2種類の特殊な洞を持つ陰茎亀頭を形成し、包皮を支えている。包皮は成人では亀頭を露出させるために翻転できる緩い皮膚の襞である。 亀頭の裏側の包皮が付着している部分は、陰茎小帯と呼ばれる。亀頭の丸い基部は亀頭冠、括れの部分は亀頭頸または冠状溝と呼ばれる。包皮と亀頭冠の内面には皮脂腺に富み、恥垢を分泌する。陰茎の構造は骨盤底筋により支えられている。
尿路の終端である尿道は陰茎根に入ってから尿道海綿体を貫き（海綿体部尿道）、船状窩を経て亀頭先端の尿道口から開口する。
陰茎縫線は陰茎の腹側に見られる正中線上の瘢痕で、尿道口から始まり、陰嚢縫線を経て会陰縫線へと続く。
ヒトの陰茎は他の殆どの哺乳類の陰茎とは異なり、陰茎骨（勃起骨）を持たず、勃起状態に達するために完全に血液の充満に依存している。遠位靭帯が亀頭を支え、陰茎の線維骨格に不可欠な役割を果たしており、この構造は『生殖百科事典（Encyclopedia of Reproduction）』で許耕榕が造語した用語で「オス・アナログ（os analog）」と呼ばれている。これは陰茎骨の名残であり、交尾習慣の変化により進化した可能性が高い。

ヒトの陰茎は股間に引き込むことができず、体重比で比較すると動物界の平均よりも大きい。ヒトの陰茎は 2～3mL/分から 60～80mL/分の間で変化する陰茎動脈流の結果、綿のように柔らかい状態から骨のように硬い状態へと変化し、人体全体でパスカルの原理を適用するための最も理想的な環境となっている。

### 大きさ
陰茎の測定値は様々で、自己測定に基づく研究では、医療専門家による測定に基づくものよりも平均サイズが有意に高いと報告されている。15,521人の男性を対象とした2015年のシステマティック・レビューでは、勃起したヒト陰茎の平均的な長さは13.12cmであり、勃起したヒト陰茎の平均周囲長は11.66cmであることが示された。
総ての霊長類の中で、ヒト陰茎は胴回りが最も大きく、長さはチンパンジーや他の霊長類の陰茎と同程度である。陰茎のサイズは遺伝の影響を受けるが、不妊治療薬や化学物質／汚染物質への暴露などの環境要因にも影響される。

### 正常なバリエーション
- 真珠様陰茎小丘疹は、陰茎亀頭の基部（溝）周辺に生じるやや淡い色の隆起したぶつぶつで、通常20～40歳の男性に発症する。1999年時点では、さまざまな研究により全男性の8～48%に発症すると推定されている[18]。疣贅と間違われることがあるが、有害でも感染性でもなく、治療の必要はない[19][信頼性の低い医学の情報源？]。
- フォアダイスは陰茎にできる直径1～2mmの小さく盛り上がった黄白色の斑点で、これもよく見られるもので、感染性はない。
- 皮脂腺隆起[訳語疑問点]は陰茎の軸にあるフォアダイスに似た隆起した瘤で、単なる皮脂腺であり正常である。
- 真性包茎とは、包皮を完全に翻転できない状態を指す。幼児期や思春期前では正常で無害であり、10歳時点で男児の約8％にみられる。英国医師会は、19歳までは治療（局所ステロイドクリームおよび／または用手的ストレッチ）を考慮する必要はないとしている。
- 湾曲：完全に直線状の陰茎は殆ど無く、一般的にあらゆる方向（上下左右）に湾曲が見られる。湾曲が非常に目立つこともあるが、性交渉の障害となることはまず無い。30°程度の湾曲は正常と考えられ、45°を超えない限り医学的治療が考慮されることは殆どない。陰茎の湾曲の変化はペロニー病により引き起こされる場合がある。

## 発達

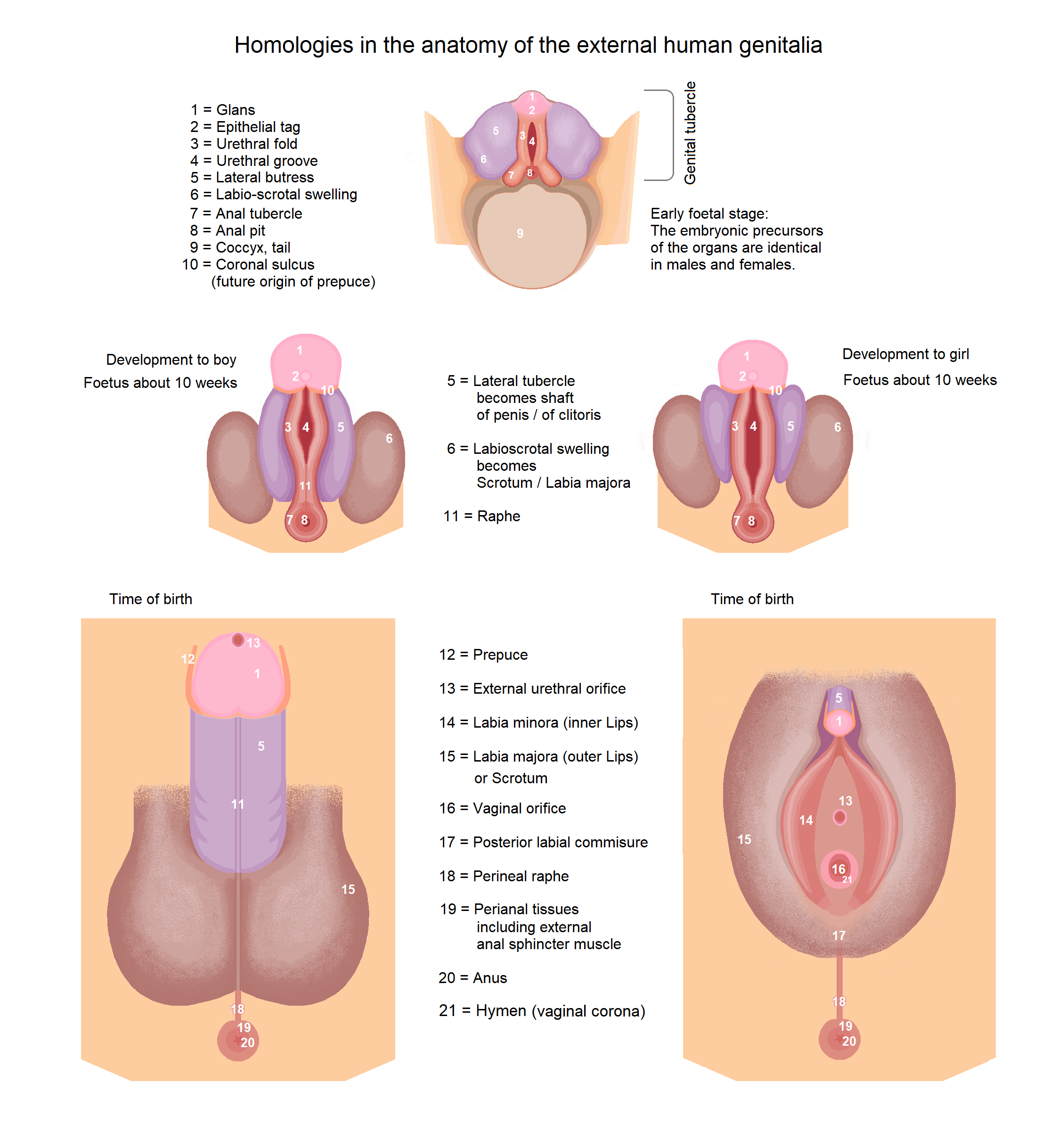
単一の相同器官からの男女の外性器の発達（左が男性）

胎児がテストステロンに暴露されると、生殖結節が伸長し（原始生殖茎）て陰茎亀頭と陰茎体に発達し、泌尿生殖褶が融合して陰茎縫線となる。陰茎内部の尿道（亀頭部を除く）は尿生殖洞から発達する。

### 思春期発来

陰茎は男性器のタナー段階。Iは思春期前・幼児型、IIで思春期に入るが陰茎はまだ幼児型、III・IVで発達し、Vで成人型となる。

思春期が始まると、陰茎、陰嚢、精巣は成熟に向けて大きくなる。その成熟度合いはタナー段階で評価される。その過程で陰毛が陰茎の上や周囲に発毛する。17歳から19歳の男性数千人を対象に陰茎のサイズを評価した大規模な研究では、17歳と19歳の間で陰茎の平均サイズに差がないことが判明した。これより、陰茎の成長が完了するのは一般的に17歳より遅くなく、もっと早い可能性もあると結論づけられ得る。

## 生理学的機能

### 排尿
男性の排尿時には、膀胱に蓄積された尿は膀胱の内尿道口から尿道に入り、前立腺を通り射精管と合流し、陰茎に至って亀頭の外尿道口から体外に排出される。陰茎の根元（尿道海綿体の近位端）には遠位部尿道括約筋（外尿道括約筋）がある。これは横紋筋組織の小さな括約筋で、健康な男性では随意的な制御下にある。外尿道括約筋を弛緩させると上部尿路の尿が陰茎内を正しく通過して、膀胱を空にすることができる。外尿道口付近には尿道舟状窩という構造があり、排尿時に飛散しないよう尿流が制御されている。
生理学的には、排尿には中枢神経系、自律神経系、体性神経系の連携が関与している。乳幼児、一部の高齢者、神経損傷患者では、排尿は不随意反射として起こることがある。排尿を調節する脳中枢には、橋排尿中枢、中脳水道周囲灰白質、大脳皮質が含まれる。勃起時には、これらの中枢が括約筋の弛緩をブロックすることで陰茎の排泄機能と生殖機能を生理的に分離し、射精時に尿が尿道上部に入るのを防止する。

### 排尿姿勢
尿道の遠位部では陰茎を握って尿の流れを方向づけることができ、この柔軟性により男性は排尿の姿勢を選ぶことができる。最低限以上の衣服を着用する文化では、陰茎により男性は衣服をあまり脱がずに立ったまま排尿することができる。一部の少年や男性には、座った姿勢やしゃがんだ姿勢で排尿する習慣がある。好ましい体位は文化的または宗教的信念によって左右され得る。どの体位が医学的に優れているかという研究は存在するが、結果は不均一である。エビデンスを纏めたメタ分析では、若年で健康な男性では優れた姿勢は見つからなかったが、下部尿路症状（LUTS）を有する高齢男性では座位を立位と比較すると以下の点で差が見られた：
- 排尿後残尿量（post void residual volume; PVR, mL）が有意に減少した。
- 最大尿流量（Qmax, mL/s）が増加した。
- 排尿時間（voiding time; VT, s）が減少した。

この尿流動態プロファイルは、尿路感染症や膀胱結石などの泌尿器系合併症のリスクの低さと関連している。

### 性的刺激と興奮
陰茎は精神的刺激（性的空想）、相手との行為、自慰行為などによる性的刺激を受けると性的興奮を引き起こし、オーガズムに至る。
亀頭と包皮小帯は陰茎の性感帯である。亀頭には多くの神経終末があり、最も敏感である。陰茎を刺激する最も効果的な方法は口腔刺激（フェラチオ）、手動刺激（手コキ）、性的挿入である。兜合わせは男性同士の相互陰茎刺激である。

#### 勃起
勃起とは性的興奮時に陰茎が膨張隆起して硬くなる現象であり、性行為以外の状況でも起こることがある。思春期には、衣服との摩擦、膀胱や大腸の充満、ホルモンの変動、緊張、非性的な状況での脱衣などが原因で自然に勃起することがしばしばある。また、睡眠中や起床時に勃起するのも正常である（夜間陰茎勃起現象を参照）。勃起を齎す主な生理学的メカニズムは陰茎に血液を供給する動脈の自律神経性の拡張であり、これにより陰茎の3つの海綿状の勃起組織腔である陰茎海綿体と尿道海綿体に多くの血液が充満し、陰茎が長く硬くなる。血管鬱血後、充血した勃起組織が陰茎から血液を運ぶ静脈を圧迫して収縮させる。陰茎から流出するよりも多量の血液が流入し、最終的に流入・流出血流量が等しい平衡状態に達する。この平衡状態にある間は、勃起時のサイズが一定に保たれる。
勃起は性交渉を容易にするが、他の様々な性行為には不可欠ではない。

##### 勃起時の角度
勃起した陰茎の多くは上を向いているが、勃起した陰茎がどの方向にも湾曲しているのは一般的で正常である。陰茎を所定の位置に保持する陰茎提靱帯の張力に応じて、多くの陰茎は右、左、上、下のどちらかの方向に湾曲する。
以下の表は、21歳から67歳までの男性81名を対象に調査した、直立した状態での勃起の角度の頻度分布である。表中、0°は腹部に対して真っ直ぐ上を向き、90°は水平で真っ直ぐ前を向き、180°は足元に向かって真っ直ぐ下を向いている。上向き（30～85°）の角度が6割を占める。
| 垂直上方からの角度 (°) | 頻度(%) |
| ---------------------- | ------- |
| 0–30                   | 4.9     |
| 30–60                  | 29.6    |
| 60–85                  | 30.9    |
| 85–95                  | 9.9     |
| 95–120                 | 19.8    |
| 120–180                | 4.9     |

#### 射精
射精とは陰茎から精液が放出されることを指す。通常はオーガズムを伴う。一連の筋肉の収縮により、精子細胞または精子として知られる雄性配偶子を含む精液が陰茎から送出される。射精は通常性的刺激の結果として起こるが、稀に前立腺疾患が原因で起こる場合がある。射精は睡眠中に自然に起こることもある（夢精）。射精不能とは、射精できない状態を意味する。
精子は精巣で造精され、精巣に付着した精巣上体に貯蔵される。射精の際、精子は膀胱の上から後ろに回り込む2本の精管内へ上方に送り出される。精嚢によって分泌物が加えられて射精管に至り、前立腺内で尿道と合流する。前立腺と尿道球腺はさらなる分泌物（尿道球腺液を含む）を加え、精液となって陰茎から排出される。射精の際には尿道前立腺前部の内尿道括約筋が収縮し、膀胱への精液の逆流を防止している。
射精には、放出（emission）と射精（ejaculation）の2つの段階がある。射精反射の放出相は交感神経系の支配下にあり、射精相は陰部神経を介して脊髄神経S2-4のレベルで脊髄反射の支配下にある。射精の後には不応期がある。
座骨海綿体筋は勃起時に陰茎脚を圧迫し静脈を通る血液の還流を遅くすることで、陰茎の安定に寄与している。球海綿体筋もまた、尿や精液の排出とともに勃起に貢献している。

## 適応進化
ヒトの陰茎には、繁殖の成功を最大化し精子の競争を最小化する幾つかの進化的適応があると主張されてきた。
精子の競争とは、2人の男性の精子が同時に女性の生殖器官を占有し卵子を受精させるために競争することである。もし精子競争の結果、ライバル男性の精子が卵子を受精させることになると、寝取られが起こる可能性がある。これは、オスが知らぬうちに他のオスの子孫に自分の資源を投資してしまうプロセスであり、進化論的に言えば避けるべきものである。
ヒトの陰茎の適応について最も研究されているのは、陰茎のサイズと精液の掻き出しである。

### 陰茎長

年齢別勃起陰茎長の分布（Männermedizin）

勃起陰茎長の分布（LifeStyles）

進化により繁殖の成功を最大化し精子の競争を最小化するために、陰茎のサイズに性的に選択された適応が生じた。
精子の競争において、ヒトの陰茎は自分の精子の保持と他人の精子の掻き出しのために長さと大きさを進化させた。これを達成するためには、陰茎はライバルの精子を押し退けて膣腔を満たし最奥に達するのに充分な長さでなければならない。女性が男性の精子を確実に保持するために人間の陰茎の長さの適応が起こり、射精が女性の子宮頸部の近くで起こるようになった。これは、深くまで性的挿入が行われて陰茎が子宮頸部に押しつけられたときに達成される。これらの適応は、精子を膣管の最も高い位置に放出して保持するために生じた。その結果、精子は掻き出しや減少の影響を受け難くなる。この適応のもう一つの理由は、人間の姿勢の性質上重力による精液の損失に対して脆弱であるということである。従って、精液を膣管の奥深くに放出する長い陰茎は、精液の損失を減らすことができる。
陰茎の大きさに関するもう一つの進化理論に、女性の配偶者の選択と現代社会における社会的判断との関連がある。女性の配偶者選択が陰茎のサイズに影響を与えることを示した研究では、等身大で回転可能なコンピュータ生成の男性が女性に提示された。これらは身長、体型、弛緩時の陰茎のサイズが異なっていた。各男性に対して女性が魅力を評価した結果、陰茎が大きいほど魅力の評価が高くなることが明らかになった。陰茎のサイズと魅力のこれらの関係により、大衆メディアでは男らしさと陰茎のサイズの関連が頻繁に強調されるようになった。これにより陰茎のサイズに関しては大きい陰茎が好まれ、社会的地位が高くなるという社会的偏見が現れた。これは、信じられている性的能力と陰茎の大きさとの関連や、「男らしさ」との関連における陰茎の大きさの社会的判断に反映されている。

### 精液の掻き出し
ヒトの陰茎の形状は、精子の競争の結果として進化したと考えられる。精液の掻き出しとは、子宮頸部から他人の精液を引き離すために陰茎の形状が適応したものである。即ち、ライバルの男性の精子が女性の生殖管を占拠した場合、ヒトの陰茎はライバルの精子を排除して自分の精子と置き換えることができる。
精液の掻き出しには、オスにとって主に2つの利点がある。第一に、ライバルのオスの精子を置き換えることでライバルの精子が卵子と受精するリスクを減少できる。第二に、オスはライバルの精子を自分の精子と置き換えることで、自分の精子が卵子と受精し、メスとの繁殖に成功する確率を高めることができる。但し、オスは自分の精子を掻き出さないようにする必要がある。射精後に勃起が比較的早く弛緩すること、射精後の陰茎の知覚過敏、射精後のオスの腰使いが浅く遅くなることなどが、これを防ぐと考えられている。
亀頭冠は、精液の掻き出しを可能にするために進化したと考えられているヒトの陰茎の構造である。ある研究では、様々な形状の人工性器によってどれだけの精液が移動するかが調査された。この研究では陰茎の亀頭冠は、前後運動と組み合わせた場合、ライバルのオスの精液を女性の生殖管内から除去できることが示された。これは、ライバルの精液を亀頭冠の後ろに集めて亀頭頸（亀頭後ろの括れ）に押し込むことで行われる。亀頭冠のないモデル陰茎を使用した場合、亀頭冠のある陰茎と比較して、人工精子の移動量は半分以下であった。
しかし亀頭冠の存在だけでは、効果的な精液排出には不充分である。成功させるためには、充分に大きな前後運動と組み合わせる必要がある。突き込みが深いほど、精液の押し退けも多くなることが示されている。浅い突き込みでは精液の押し退けは起こらない。そのため、前後運動を精液押し退け行動と呼ぶ場合もある。
精液の掻き出しに関連する行動、即ち前後運動の回数と深さと性交の持続時間は、男性がパートナーの不倫のリスクを高いと認識しているか否かによって異なることが示されている。男性も女性も、不貞疑惑の後により大きな精液掻き出し行動を報告する。特に不貞疑惑の後では、男性も女性も性交時に深く早く突く／突かれると報告している。

## 臨床的意義

### 疾患
- 嵌頓包茎とは、仮性包茎の包皮を亀頭の上に被せ戻すことができない状態である。この症状は、医療処置の後に包皮が翻転したままになっているために包皮内に液体が閉じ込められたり、激しい性行為中の摩擦によって包皮内に体液が蓄積された場合に発生する。
- ペロニー病では陰茎の軟部組織に異常な瘢痕組織が成長し、湾曲を引き起こす。重症の場合は外科的矯正によって治療する。
- 血栓症は、性行為、特にフェラチオを頻繁かつ長時間行った場合に発症する場合がある。通常血栓症は無害で、数週間以内に自然に治癒する。
- ヘルペスウイルス感染症や尖圭コンジローマなどの性感染症は、感染したキャリアとの性的接触後に発症する可能性がある。
- 男性は女性より尿道が長く（男性は16～20cm、女性は3～4cm）尿道口が肛門から遠いため尿路感染症には罹り難いが、高齢となり前立腺が肥大すると罹り易くなる。通常、起因菌は大腸菌であるが、免疫が低下している場合は日和見感染することもある。
- 亀頭包皮炎は、感染性／非感染性の炎症である。
- 陰部神経絞扼（英語版）は、座ったときの痛み、陰茎の感覚とオーガズムの喪失を特徴とする疾患である。時には、感覚とオーガズムが完全に失われることもある。陰部神経（英語版）は、狭くて硬い自転車のサドルや事故によって損傷することがある。
- 陰茎骨折は、勃起した陰茎が過度に曲げられて白膜が断裂した場合に発生する。この時には通常、破裂音や亀裂音、疼痛が伴う。可能な限り速やかに緊急医療援助を受けるべきである。迅速な医療処置により、永久的な陰茎湾曲の可能性が低くなる。
- 糖尿病では、末梢神経障害により陰茎の皮膚に痺れが生じ、感覚が減退したり完全に消失したりする場合がある。感覚が減退するとパートナーのどちらかが怪我をする可能性があり、感覚が消失すると陰茎を刺激して性的快感を得ることが不可能になる。この問題は永続的な神経損傷によって引き起こされるため、糖尿病の良好なコントロールによる予防治療が第一の治療となる。糖尿病コントロールの改善により、限定的ではあるが回復が可能な場合もある。
- 勃起不全とは、満足な性行為を行うために充分な硬さの勃起を形成および維持できない状態を指す。糖尿病や自然な老化が主な原因である他、ストレスなどで一時的に罹患することもある。勃起不全は40〜70歳の男性における有病率は50％で、加齢により上昇する[49]。様々な治療法が存在するが、特に血管拡張作用（英語版）のあるホスホジエステラーゼ5阻害薬が良く知られている。
- 持続勃起症は持続性性喚起症候群の一種とされ、勃起した陰茎が弛緩状態に戻らず痛みを伴う、潜在的に有害な病状である。4時間以上続く持続勃起症は、医学的緊急事態である。原因となるメカニズムの詳細は判明していないが、複雑な神経学的要因と血管的要因が関係している。合併症として虚血、血栓症、インポテンツなどが起こり得る。重篤な場合は壊疽を起こし切断に至ることもあるが、これは通常、臓器が壊れ、その結果傷害を受けた場合に限られる。この症状はプロスタグランジンを含む多くの薬物と関連している。一般的な認識とは異なり、シルデナフィルがこの症状を引き起こすことはない[50]。
- 陰茎硬化性リンパ管炎は、リンパ管が硬くなって石灰化または線維化した静脈のように感じられる疾患である。しかし一般的な静脈のような青い色調を呈することは少ない。陰茎が弛緩しているときでも、硬くなった塊または「静脈」として感じられ、勃起時にはさらに顕著になる。良性（非悪性）の身体症状と考えられている。これは広く見られる症状であり、男性の場合は特に激しい性行為の後に起こることがあるが、休息をとり、潤滑剤を使うなどして優しくケアをすれば治癒する傾向がある。
- 陰茎癌は稀な疾患であり、先進国では10万人に1人の割合で発症すると報告されている。割礼がこの病気から身を守るとする情報もあるが、この考え方は医学界では依然として議論の対象となっている[51]。
- 弛緩時硬陰茎症候群は、弛緩した陰茎が性的興奮時以外でも勃起状態を維持することを特徴とする稀な慢性疾患で、感度の低下や勃起障害に繋がる可能性がある。

#### 発達障害
- 尿道上裂または尿道下裂は出生時に尿道口が亀頭尖端以外の位置にある発生障害（英語版）である。上裂と下裂では原因が異なり、尿道下裂は尿道留置カテーテルの下向きの圧力によって医原性に発生することもある[52]。通常はどちらも手術で治療する。
- 矮小陰茎はホルモンバランスや先天的な原因により陰茎が非常に小さい状態を言う。
- 巨大陰茎は先天性の異常により陰茎が非常に大きい状態を言う。
- 陰茎重複症は2本の陰茎を持って生まれる稀な先天性疾患である。
- 二裂陰茎は生殖結節が2分割されて発達する稀な先天性疾患である。
- 陰茎欠損症は胎児の生殖結節が形成されない稀な先天性疾患である。

#### 精神医学的事項
- ペニス恐怖症（英語版）（Phallophobia）
- 陰茎醜形恐怖症（英語版）（Penile dysmorphic disorder; PDD）
- 勃起陰茎恐怖症（英語版）（Medorthophobia, Ithyphallophobia）
- インポテンツ恐怖症（英語版）（Medomalacuphobia）
- 巨根性愛（Phallophilia）
- 縮陽症（英語版）[53]（マレーシア語/インドネシア語：koro）— ペニスが収縮し、体内に引っ込むという妄想。これは文化的な条件付けによるもので、ガーナ、スーダン、中国、日本、東南アジア、西アフリカに限られていると思われる。
- 2008年4月、コンゴ民主共和国のキンシャサで西アフリカ警察は、パニックが拡がる中で黒魔術や呪術を使って男性のペニスを盗んだり（消したり）縮ませたりして治療費を詐取したとして、呪術師と被害者計14人を逮捕した。逮捕は、10年前にガーナでペニス強奪犯12人が暴徒に殴り殺された流血事件の再来を避けるために行われた[54]。
- ペニス羨望（英語版） — すべての女性はペニスを持つ男性を羨むというフロイトの主張。
- 男根期 — フロイトの心理性的発達理論で見られる、幼児性欲理論による成長段階の内の3番目（口唇期、肛門期、男根期、潜在期（英語版）、性器期）。エディプス期とも呼ばれる。

## 身体改造
ヒト陰茎に人工的に改変を加える文化は世界に広く見られる。侵襲の比較的低い改造には性器タトゥー、性器ピアス、性器インプラントが挙げられる。他に陰茎包皮や陰茎の一部または全部を切除・切開する改造として割礼、性器切断などがある。

### 割礼
陰茎に関する身体改造の最も一般的な形態は割礼であり、包皮の一部または全部を切除するものである。割礼は予防的、文化的、宗教的な理由から、選択的処置として行われるのが一般的である。小児割礼の倫理性は論争の的となっている。世界の主要な医療機関の間では、割礼が陰茎と膣の性行為における高リスク集団の異性間HIV感染率を低下させるというコンセンサスがある。先進国における割礼の予防効果と費用対効果については見解が分かれている。割礼は世界の多くの文化において重要な役割を果たしている。宗教的な理由で行われる場合、割礼はユダヤ教徒とイスラム教徒の間で最も一般的であり、ほぼ普遍的である。

### 尿道割礼
陰茎を変形させる他の施術は、西洋社会では診断された病状がない限り稀である。陰茎切断を除けば、おそらく最も過激なものは尿道を陰茎の下側に沿って分割する尿道割礼であろう。尿道割礼はオーストラリアの先住民アボリジニの間で始まったが、現在では米国やヨーロッパの一部でも行われている。

### 陰茎切断
医学的理由のほか、宗教、儀式、刑罰、職業（宦官など）、性欲抑制、性嗜好などの理由で陰茎を切断する場合がある。

## 陰茎再建術
人間の陰茎の構造を部分的または完全に再生させる取り組みが行われている。この分野から最も恩恵を受けられる患者は、先天性欠損症、がん手術、外傷などで生殖器の一部を損傷した患者である。再生医療を研究または実施している組織には、ウェイクフォレスト再生医療研究所や米国国防総省などがある。
陰茎の同種移植手術に初めて成功したのは、2005年9月、中国の広州にある軍病院である。44歳の男性が事故で負傷し、陰茎が切断されて尿道が一部塞がり、排尿が困難となった。直前に脳死状態になった23歳の男性が移植のドナーに選ばれた。血管と神経が萎縮していたにも拘らず、動脈、静脈、神経、海綿体の適合に成功した。しかし、9月19日（2週間後）、レシピエントとその妻による深刻な心理的問題（拒絶）のため、手術は取り消された。
2009年、チェン、エベルリ、ユウ、アタラは、生物工学による陰茎を作製しウサギに移植した。ウサギは勃起して交尾することができ、12匹中10匹が射精に成功した。この研究は、将来的には人工陰茎を作製して、置換手術や陰茎形成術に使用できる可能性があることを示している。
2015年、南アフリカのケープタウンでステレンボッシュ大学とタイガーバーグ病院の外科医らが9時間に及ぶ手術を行い、世界初の陰茎移植が成功した。性的に活発だった21歳のレシピエントは、18歳のときに割礼の失敗で陰茎を失っていた。